# Pierre Guichard
Pierre Guichard (La Côte-Saint-André, Isère, 5 de noviembre de 1939-6 de abril de 2021) fue un historiador e hispanista francés, especialista en al-Ándalus. Fue miembro de la Casa de Velázquez de Madrid, conocida casa de hispanistas franceses, y profesor de Historia Medieval en la Universidad Lumière-Lyon II.
Reconocido medievalista cuyas áreas de referencia fueron los estudios el islam medieval y su expansión en el Mediterráneo y las sociedades andalusí y cristiana en la península ibérica.
Miembro correspondiente de la Académie des Inscriptions et Belles-Lettres y académico del Instituto de Francia.

## Obras
- Al-Andalus. Estructura antropológica de una sociedad islámica en Occidente, Barral Editores, 1976, que en realidad es su tesis doctoral que se titulaba Tribus árabes et berberes en Al-Andalus, leída en la Universidad de Lyon 2, en 1972.[4]
- Structures sociales orientales et occidentales dans l'Espagne musulmane, Mouton, Paris-La Haye, 1977, que es una transformación de su ópera prima Al-Andalus y que fue publicada en Francia.
- Les châteaux ruraux d'al-Andalus. Histoire et archéologie des husun du sud-est de l'Espagne, en collaboration avec André Bazzana et Patrice Cressier, Collection de la Casa de Velázquez, n.º 19, 1988.
- Les Musulmans de Valence et la Reconquête, Institut français d’Archéologie orientale, Damasco, 1990-1991. ISBN 9782351591369
- Du parchemin au papier. Comprendre le XIIIe siècle, in Mélanges offerts à Marie-Thérèse Lorcin, Presses universitaires de Lyon, 1995.
- États, sociétés et cultures dans le monde musulman médiéval, PUF, Paris, 1995 et 2000.
- Espagne et Sicile musulmanes aux XIe et XIIe siècles, Preses universitaires de Lille, 2000.
- Relations des pays d'islam avec le monde latin, en colaboración con Philippe Sénac, SEDES, Paris, 2000.
- Al-Andalus, 711-1492, Hachette Littératures, Paris, 2001.
- Al-Andalus frente a la conquista cristiana: los musulmanes de Valencia (siglos XI-XIII), Valencia 2001. ISBN 9788470308529
- Europa y el islam en la Edad Media, en colaboración con Henri Bresc y Robert Mantran, Editorial Crítica, 2001. ISBN 9788484321699
- Les royaumes de taifas, en collaboration avec Bruna Soravia, Geuthner, Paris, 2007.
- Las Españas medievales, en colaboración con Marie-Claude Gerbert y Pierre Bonnassie, Editorial Crítica, 2008. ISBN 9788474238129
- El islam y occidente, Valladolid, 2009. ISBN 9788484484998
- Les débuts du monde musulman, VIIe-Xe siècle (dir.), en colaboración con Thierry Bianquis et Mathieu Tillier, PUF (Nouvelle Clio), Paris, 2012.

## Artículos
- Le peuplement de la région de Valence aux deux premiers siècles de la domination musulmane, Mélanges de la Casa de Velázquez n.° 5, 1969.
- Les villes d'al-Andalus et de l'Occident musulman aux premiers siècles de leur histoire. Genèse de la ville islamique en al-Andalus et au *Maghreb occidental, Casa de Velázquez et Consejo Superior de Investigaciones Científicas, 1998, pp. 37–52
- Revue Arabica, À propos de l'identité andalouse: Quelques éléments pour un débat, n°46, enero de 1999, pp. 97–110
- Sous la direction de Patrice Cressier: La maîtrise de l'eau en al-Andalus,Paysages, pratiques et techniques, article: L'aménagement et la mise en culture des marjales de la région valencienne au début du XIVe siècle, Collection de la Casa de Velázquez, n.º 93